# The Corre
The Corre va ser un equip de lluita lliure professional de la WWE, que competia a la marca SmackDown. Els memebres foren Wade Barrett, Heath Slater, Justin Gabriel i Ezekiel Jackson, que fou el primer a sortir del grup.
Després de la seva sortida de The Nexus Wade Barrett va ser traspassat de Raw a Smackdown. Heath Slater i Justin Gabriel també van ser traspassats quan van abandonar els Nexus al negar-se a complir les estipulacions del nou líder CM Punk. Quan van acudir a ajudar a Wade se'ls va unir Ezekiel Jackson. El grup va debutar de manera oficial el 21 de gener de 2011.
El 3 de maig de 2011 Ezekiel Jackson va ser expulsat del grup pels seus companys, ja que es negava a actuar en equip.
Entre els seus triomfs destaquen dos Campionats en Parelles de la WWE, ambdós aconseguits per Heath Slater & Justin Gabriel, i un Campionat Intercontinental aconseguit per Wade Barrett.

## World Wrestling Entertainment
El 3 de gener a Raw Wade Barrett va participar en un combat en el qual hi havia l'estipulació que si guanyava continuava sent el líder dels Nexus i si perdia abandonava el grup; va sortir derrotat provocant la seva sortida del grup. L'endemà a SmackDown Wade Barrett va atacar a The Big Show, sent traspassat a dita marca.
El 10 de gener a Raw Heath Slater i Justin Gabriel van abandonar els Nexus al negar-se a passar la iniciació establerta pel nou líder CM Punk.
El 14 de gener Wade Barrett va debutar com a lluitador a SmackDown enfrontant-se a Big Show. En aquest combat van interferir Heath Slater i Justin Gabriel a favor de Wade Barrett, també se'ls va unir Ezekiel Jackson, fent un heel turn.
El 21 de gener es va fer oficial el canvi a SmackDown de Heath Slater i Justin Gabriel i es va a donar a conèixer la creació del grup The Corre. La mateixa nit Justin Gabriel va debutar al ring derrotant a Edge gràcies a la intervenció de Ezekiel Jackson.
El 24 de gener a Raw Wade Barrett es va enfrontar a CM Punk en un combat on qui perdés quedaria fora del Royal Rumble, junt amb tots els membres del seu equip; dita lluita va ser arbitrada per John Cena, qui va declarar una doble desqualificació fent que The Nexus i The Corre quedessin fora del PPV, però en aquell moment el General Manager anònim de Raw va declarar que ambdós tornaven a estar a la llista de participants.
El 28 de gener van atacar a The Big Show després que aquest derrotés a Heath Slater en un combat.
El 30 de gener van participar en el main event del PPV anual Royal Rumble (2011) però cap d'ells va aconseguir guanyar; Justin Gabriel amb l'entrada 3, sent eliminat per Daniel Bryan, Heath Slater amb l'entrada 25, sent eliminat per John Cena, Wade Barrett amb l'entrada 30, sent eliminat per Randy Orton i Ezekiel Jackson amb l'entrada 26, sent eliminat per Kane.
El 4 de febrer Wade Barrett va derrotar a Big Show classificant-se pel Elimination Chamber (2011) de SmackDown. El 20 de febrer a Elimination Chamber Wade Barrett no va aconseguir guanyar; en el mateix PPV Heath Slater & Justin Gabriel van derrotar a Santino Marella & Vladimir Kozlov guanyant per segona vegada els Campionats en Parelles de la WWE, convertint-se en els primers membres del grup en aconseguir un campionat.
El 21 de febrer a Raw Heath Slater & Justin Gabriel van perdre els seus campionats enfront a The Miz & John Cena, però després del combat van invocar la clàusula de revenja i van aconseguir recuperar els títols aquella mateixa nit.
El 25 de febrer Wade Barrett va perdre contra Big Show per conta fora del ring, els altres membres tenien prohibit entrar el ringside, però van intervenir després del combat per evitar que Big Show ataqués a Wade.
El 18 de març Heath Slater & Justin Gabriel van retenir els Campionats en Parelles de la WWE enfront a The Big Show & Kane, quan els dos membres del grup van ser desqualificats, ja que Justin va treure l'àrbitre del ring per impedir que Kane cubrís al seu company.
El 22 de març Wade Barrett va derrotar a Kofi Kingston guanyant el Campionat Intercontinental de la WWE.
El 3 d'abril a WrestleMania XXVII el grup va ser derrotat per Santino Marella, Kofi Kingston, The Big Show i Kane en un combat on cap dels campionats estava en joc.
L'11 d'abril hi va haver una discussió entre Wade Barrett amb els altres tres membres del grup, tot i que van derrotar a Santino Marella, Evan Bourne, Mark Henry i Daniel Bryan, després de la lluita Heath Slater i Justin Gabriel van continuar discutint amb Wade.
El 12 d'abril hi hagué una altra discussió quan Ezekiel Jackson durant un combat amb Kofi Kingston va llençar aquest últim sobre els seus companys que es trobaven a la taula de comentaristes. Més tard, aquella mateix nit, el grup va participar en una Battle Royal per determinar el nº1 contender pel vacant Campionat mundial de pes pesant, cap dels membres va aconseguir guanyar i es va produir una altra discussió entre Wade Barrett i Justin Gabriel, ja que aquest últim va eliminar el seu company.
El 19 d'abril Heath Slater & Justin Gabriel van perdre els WWE Tag Team Championship enfront a Kane & Big Show; després de la lluita ambos integrants van discutir amb Ezekiel Jackson per no haver intervingut perquè retinguessin els campionats. Aquella mateixa nit Wade Barrett va retenir el Campionat intercontinental enfront a Kofi Kingston; però durant el combat també va discutir amb Ezekiel Jackson, ja que aquest va intervenir en la lluita però per accident va colpejar a Wade, per la qual cosa aquest última li va dir que marxés.
En Extreme Rules (2011) Heath Slater i Justin Gabriel van ser lumberjacks en un combat entre Wade Barrett i Ezekiel Jackson contra Kane i Big Show pels WWE Tag Team Championship, on els últims van retenir. Ja no hi havia tensió entre els membres del grup.
El 3 de maig Ezekiel Jackson va atacar a Wade Barrett, Heath Slater i Justin Gabriel, els quals va respondre a l'atac, ja que Ezekiel en lloc de treballar en equip ho feia per compte propi; cosa que va provocar la seva sortida del stable i el seu face turn.
El 10 de maig a Over the limit (2011) Wade Barrett va retenir el Campionat Intercontinental enfront a Ezekiel Jackson, ja que Heath Slater i Justin Gabriel van interferir al combat.
El 3 de juny Wade Barrett va retenir novament el WWE Intercontinental Championship enfront a Ezekiel Jackson. Després d'aquest combat Heath Slater i Justin Gabriel van ser atacats per Ezekiel Jackson; Wade Barrett va marxar sense ajudar els seus companys.
El 10 de juny a SmackDown, durant un combat en equips contra Ezekiel Jackson i The Uso Brothers, Wade Barrett va abandonar els seus companys durant la lluita. Minuts després Heath Slater i Justin Gabriel van comunicar a Wade Barrett que The Corre s'havia acabat, dissolent el grup.

## Membres
| Membre          | Data                         |
| --------------- | ---------------------------- |
| Wade Barrett    | 21 gener 2011 - 10 juny 2011 |
| Heath Slater    | 21 gener 2011 - 10 juny 2011 |
| Justin Gabriel  | 21 gener 2011 - 10 juny 2011 |
| Ezekiel Jackson | 21 gener 2011 - 3 maig 2011  |

## En lluita
- Moviments finals

- Wade Barrett

- Wasteland (Forward fireman's carry slam)
- Big Boot

- Heath Slater

- Jumping neckbreake
- Inverted DDT
- Sweetness

- Justin Gabriel

- 450° Splash

- Temes musicals

- "End of Days" de 9 Electric (2011-present)

## Campionats i triomfs
- World Wrestling Entertainment
  - WWE Tag Team Championship (2 vegades) - Heath Slater (2) & Justin Gabriel (2)
  - WWE Intercontinental Championship (1 vegada) - Wade Barrett (1)